# I liga argentyńska w piłce nożnej (1958)
Mistrzem Argentyny w roku 1958 został klub Racing Club de Avellaneda, a wicemistrzem Argentyny klub Boca Juniors.
Do drugiej ligi spadł ostatni klub w tabeli spadkowej – CA Tigre. Na jego miejsce awansował z drugiej ligi klub Ferro Carril Oeste.

## Primera División

### Kolejka 1
| Data          | Mecz |
| ------------- | --- |
| 23 marca 1958 | Newell’s Old Boys – Racing Club de Avellaneda 0:3 Evaristo Sande, Oreste Corbatta (k), Rubén Sosa                                |
| 23 marca 1958 | CA Tigre – River Plate 0:3 Norberto Menéndez (2), Roberto Zárate (k)                                                             |
| 23 marca 1958 | Boca Juniors – Argentinos Juniors 1:1 José Borello - Ricardo Trigili                                                             |
| 23 marca 1958 | Estudiantes La Plata – CA Huracán 5:1 Héctor Antonio (3), Ricardo Infante, Rubén Koroch - Fermín Flamini                         |
| 23 marca 1958 | San Lorenzo de Almagro – Gimnasia y Esgrima La Plata 3:3 José F. Sanfilippo (2), Víctor Ugarte - José U. Farías, Ángel Berni (2) |
| 23 marca 1958 | Vélez Sarsfield – Club Atlético Lanús 2:3 Norberto Conde, Roberto Rolando - Benito Cejas, Alfredo Rojas (2)                      |
| 23 marca 1958 | Independiente – Rosario Central 1:1 Manuel Blanco - Hugo Rivero                                                                  |
| 23 marca 1958 | Atlanta Buenos Aires – Central Córdoba Rosario 2:1 José Fernández Den (k), Osvaldo Zubeldía - Francisco Cecchini (k)             |

### Kolejka 2
| Data          | Mecz |
| ------------- | --- |
| 30 marca 1958 | Racing Club de Avellaneda – Atlanta Buenos Aires 1:2 Oreste Corbatta (k) - Salvador Calvanese, Mario Katzman                                                           |
| 30 marca 1958 | CA Huracán – Boca Juniors 1:3 Juan M. Filgueiras - José Borello, Herminio González, Roberto Bellomo                                                                    |
| 30 marca 1958 | River Plate – Vélez Sarsfield 0:0 |
| 30 marca 1958 | Rosario Central – Estudiantes La Plata 1:1 José M. Minni - Ricardo Infante                                                                                             |
| 30 marca 1958 | Central Córdoba Rosario – Independiente 1:3 Indalecio López - Juan Nawacky, Víctor Rodríguez, Ramón Abeledo mecz rozegrany został na stadionie klubu Newell’s Old Boys |
| 30 marca 1958 | Club Atlético Lanús – San Lorenzo de Almagro 2:2 Alfredo Rojas (2, 1k) - Ángel Cigna, Norberto Boggio                                                                  |
| 30 marca 1958 | Gimnasia y Esgrima La Plata – Newell’s Old Boys 5:3 Julio Novarini, Diego Bayo (2), José U. Farías, Ángel Berni - Manuel Barrionuevo, Rubén Merighi (2)                |
| 30 marca 1958 | Argentinos Juniors – CA Tigre 1:1 Jorge Martín - Horacio Di Loreto |

### Kolejka 3
| Data            | Mecz |
| --------------- | --- |
| 6 kwietnia 1958 | Independiente – Racing Club de Avellaneda 1:1 Juan Nawacky - Rubén Sosa |
| 6 kwietnia 1958 | Argentinos Juniors – River Plate 2:4 Pedro Callá, José A. Carbone - Guillermo Milne s, Roberto Zárate (2), Juan A. Vairo mecz rozegrany został na stadionie klubu Vélez Sarsfield |
| 6 kwietnia 1958 | San Lorenzo de Almagro – Vélez Sarsfield 0:0 |
| 6 kwietnia 1958 | Newell’s Old Boys – Club Atlético Lanús 1:3 Manuel Barrionuevo - Juan Distéfano (2), Benito Cejas                                                                                 |
| 6 kwietnia 1958 | Boca Juniors – Rosario Central 3:2 Roberto Bellomo, Ricardo Scialino, Javier Ambrois - Ricardo F. Giménez, Miguel A. Juárez                                                       |
| 6 kwietnia 1958 | Estudiantes La Plata – Central Córdoba Rosario 5:0 Perfecto Rodríguez, Rubén Koroch (2), Ricardo Infante, Héctor Antonio                                                          |
| 6 kwietnia 1958 | Atlanta Buenos Aires – Gimnasia y Esgrima La Plata 2:1 Salvador Calvanese (2) - José U. Farías                                                                                    |
| 6 kwietnia 1958 | CA Tigre – CA Huracán 0:2 Oscar Rossi (2) |

### Kolejka 4
| Data         | Mecz |
| ------------ | --- |
| 5 lipca 1958 | Rosario Central – CA Tigre 6:1 Bernardo Guastavino s, Oscar Mottura, Juan A. Castro (2), Ricardo F. Giménez, Alberto Sánchez - Julio Porcel de Peralta                            |
| 6 lipca 1958 | Racing Club de Avellaneda – Estudiantes La Plata 2:1 Rubén Sosa, Oreste Corbatta - Rubén Koroch                                                                                   |
| 6 lipca 1958 | River Plate – San Lorenzo de Almagro 2:4 Norberto Menéndez (2) - José Sanfilippo (2), Norberto Boggio, Ángel Cigna                                                                |
| 6 lipca 1958 | Club Atlético Lanús – Atlanta Buenos Aires 4:2 Alfredo Rojas, Héctor Navales, Domingo Zabaleta, ? - Salvador Calvanese, Osvaldo Güenzatti                                         |
| 6 lipca 1958 | Vélez Sarsfield – Newell’s Old Boys 0:0 |
| 6 lipca 1958 | Gimnasia y Esgrima La Plata – Independiente 2:3 Ángel Berni, Roberto Pegnotti (k) - Osvaldo Cruz, Ricardo Bonelli, Norberto Raffo                                                 |
| 6 lipca 1958 | CA Huracán – Argentinos Juniors 0:2 Mario Sciarra (2) |
| 6 lipca 1958 | Central Córdoba Rosario – Boca Juniors 3:2 Dante Álvarez (k), Luis A. Vizzo (2) - Juan J. Rodríguez, Osvaldo Nardiello mecz rozegrany został na stadionie klubu Newell’s Old Boys |

### Kolejka 5
| Data          | Mecz |
| ------------- | --- |
| 13 lipca 1958 | Boca Juniors – Racing Club de Avellaneda 1:1 Eliseo Mouriño - Rubén Sosa                                                              |
| 13 lipca 1958 | CA Tigre – Central Córdoba Rosario 0:2 Luis A. Vizzo, José Serravalle                                                                 |
| 13 lipca 1958 | Independiente – Club Atlético Lanús 3:4 Nicolás Daponte s, Norberto Raffo, Juan Nawacky - Héctor Guidi, Alfredo Rojas (2), José López |
| 13 lipca 1958 | Atlanta Buenos Aires – Vélez Sarsfield 0:1 Juan C. Sánchez                                                                            |
| 13 lipca 1958 | Estudiantes La Plata – Gimnasia y Esgrima La Plata 1:2 Ricardo Infante - Juan Delgado s, Joel Cabrera Santa Cruz                      |
| 13 lipca 1958 | Newell’s Old Boys – San Lorenzo de Almagro 1:3 Jorge B. Griffa - José F. Sanfilippo (2), Rubén Fernández Real                         |
| 13 lipca 1958 | CA Huracán – River Plate 1:1 Adolfo Benegas - Carlos Villagarcía                                                                      |
| 13 lipca 1958 | Argentinos Juniors – Rosario Central 0:1 Ricardo F. Giménez                                                                           |

### Kolejka 6
| Data          | Mecz |
| ------------- | --- |
| 17 lipca 1958 | Rosario Central – CA Huracán 0:1 Julio Marcarian                                                            |
| 19 lipca 1958 | Central Córdoba Rosario – Argentinos Juniors 0:3 Pedro Callá, José A. Carbone, Mario Sciarra                |
| 20 lipca 1958 | Racing Club de Avellaneda – CA Tigre 3:1 Rubén Sosa, Pedro Manfredini (2) - Omar H. García                  |
| 20 lipca 1958 | San Lorenzo de Almagro – Atlanta Buenos Aires 0:3 Salvador Calvanese, José M. Sánchez, Alberto De Zorzi     |
| 20 lipca 1958 | Club Atlético Lanús – Estudiantes La Plata 0:2 Rubén Koroch, Perfecto Rodríguez                             |
| 20 lipca 1958 | Vélez Sarsfield – Independiente 1:0 Norberto Conde (k)                                                      |
| 20 lipca 1958 | River Plate – Newell’s Old Boys 1:0 Héctor De Bourgoing                                                     |
| 20 lipca 1958 | Gimnasia y Esgrima La Plata – Boca Juniors 2:2 Eduardo Domínguez (2) - Juan J. Rodríguez, Osvaldo Nardiello |

### Kolejka 7
| Data          | Mecz |
| ------------- | --- |
| 27 lipca 1958 | Argentinos Juniors – Racing Club de Avellaneda 1:1 José A. Carbone - Pedro Manfredini mecz rozegrany został na stadionie klubu Vélez Sarsfield |
| 27 lipca 1958 | Independiente – San Lorenzo de Almagro 0:0 |
| 27 lipca 1958 | Boca Juniors – Club Atlético Lanús 3:0 Osvaldo Nardiello, Eduardo Senés, Roberto Bellomo                                                       |
| 27 lipca 1958 | CA Tigre – Gimnasia y Esgrima La Plata 2:3 Julio Porcel de Peralta, Horacio Di Loreto - Julio Novarini, Eduardo Domínguez (2)                  |
| 27 lipca 1958 | Estudiantes La Plata – Vélez Sarsfield 2:0 Héctor Antonio, Perfecto Rodríguez                                                                  |
| 27 lipca 1958 | CA Huracán – Central Córdoba Rosario 5:0 Osvaldo Crosta, Oscar Rossi (2), José A. Diz, Julio Marcarian                                         |
| 30 lipca 1958 | Atlanta Buenos Aires – Newell’s Old Boys 2:0 Alberto De Zorzi, Salvador Calvanese                                                              |
| 30 lipca 1958 | Rosario Central – River Plate 3:2 Juan A. Castro, Alberto Sánchez, Oscar Mottura - Federico Vairo, Ángel Labruna                               |

### Kolejka 8
| Data             | Mecz |
| ---------------- | --- |
| 9 sierpnia 1958  | Central Córdoba Rosario – Rosario Central 0:0 mecz rozegrany został na stadionie klubu Newell’s Old Boys                                                            |
| 10 sierpnia 1958 | Racing Club de Avellaneda – CA Huracán 4:1 Rubén Sosa, Pedro Manfredini, Juan J. Pizzuti, Oreste Corbatta - Osvaldo Crosta                                          |
| 10 sierpnia 1958 | Newell’s Old Boys – Independiente 1:1 Rubén Merighi - Osvaldo Cruz                                                                                                  |
| 10 sierpnia 1958 | San Lorenzo de Almagro – Estudiantes La Plata 3:2 Juan C. Lallana, José F. Sanfilippo (2, 1k) - Héctor Antonio (2, 2k)                                              |
| 10 sierpnia 1958 | Gimnasia y Esgrima La Plata – Argentinos Juniors 6:3 Julio Mattos s, Eduardo Domínguez (2), Joel Cabrera Santa Cruz (2), Diego Bayo - Pedro Callá (2), Jorge Martín |
| 10 sierpnia 1958 | Club Atlético Lanús – CA Tigre 1:2 Héctor Navales - Héctor Molina, Horacio Di Loreto                                                                                |
| 10 sierpnia 1958 | River Plate – Atlanta Buenos Aires 0:3 Salvador Calvanese, Alberto De Zorzi (2)                                                                                     |
| 10 sierpnia 1958 | Vélez Sarsfield – Boca Juniors 1:1 Ludovico Avio - Herminio González                                                                                                |

### Kolejka 9
| Data             | Mecz |
| ---------------- | --- |
| 15 sierpnia 1958 | Rosario Central – Racing Club de Avellaneda 0:0 |
| 17 sierpnia 1958 | Boca Juniors – San Lorenzo de Almagro 0:2 Juan C. Lallana (2) mecz rozegrany został na stadionie klubu Vélez Sarsfield                                                                                      |
| 17 sierpnia 1958 | Independiente – Atlanta Buenos Aires 3:2 Norberto Raffo (2), Ricardo Bonelli - Osvaldo Zubeldía, Salvador Calvanese                                                                                         |
| 17 sierpnia 1958 | CA Huracán – Gimnasia y Esgrima La Plata 2:1 Norberto Méndez, Manuel Iñigo - Miguel A. Baiocco |
| 17 sierpnia 1958 | Central Córdoba Rosario – River Plate 3:4 Indalecio López, Alberto Cambiasso (2) - Juan E. Urriolabeitía, Ermindo Onega (2), Héctor De Bourgoing mecz rozegrany został na stadionie klubu Newell’s Old Boys |
| 17 sierpnia 1958 | Estudiantes La Plata – Newell’s Old Boys 3:0 Rubén Koroch, Felipe Bracamonte (2) |
| 17 sierpnia 1958 | CA Tigre – Vélez Sarsfield 1:1 Horacio Di Loreto - Roberto Rolando |
| 17 sierpnia 1958 | Argentinos Juniors – Club Atlético Lanús 2:2 Pedro Callá (2) - Juan Distéfano (2) |

### Kolejka 10
| Data             | Mecz |
| ---------------- | --- |
| 24 sierpnia 1958 | Newell’s Old Boys – Boca Juniors 1:1 Rubén Merighi - Juan J. Rodríguez                                                                   |
| 31 sierpnia 1958 | Racing Club de Avellaneda – Central Córdoba Rosario 3:2 Rubén Sosa, Juan J. Pizzuti, Oreste Corbatta (k) - Luis A. Vizzo, Antonio Delogú |
| 31 sierpnia 1958 | Vélez Sarsfield – Argentinos Juniors 1:2 Norberto Conde (k) - José A. Carbone (k), Pedro Callá                                           |
| 31 sierpnia 1958 | River Plate – Independiente 1:1 Ángel Labruna - Juan Nawacky                                                                             |
| 31 sierpnia 1958 | Club Atlético Lanús – CA Huracán 2:2 Héctor Navales (2) - Oscar Rossi, Julio Marcarian                                                   |
| 31 sierpnia 1958 | Gimnasia y Esgrima La Plata – Rosario Central 1:1 Diego Bayo - Roberto F. Giménez                                                        |
| 31 sierpnia 1958 | Atlanta Buenos Aires – Estudiantes La Plata 4:1 José M. Sánchez, Salvador Calvanese (3, 1k) - Antonio Ruggeri                            |
| 31 sierpnia 1958 | San Lorenzo de Almagro – CA Tigre 5:0 Juan C. Lallana, Ángel Cigna, José F. Sanfilippo (3)                                               |

### Kolejka 11
| Data            | Mecz |
| --------------- | --- |
| 6 września 1958 | Central Córdoba Rosario – Gimnasia y Esgrima La Plata 4:2 Antonio Delogú, Ángel Ambrosi s, Indalecio López, Eduardo Federico - Manuel Murúa (2) mecz rozegrany został na stadionie klubu Newell's Old Boys |
| 7 września 1958 | Racing Club de Avellaneda – River Plate 3:2 Raúl O. Belén, Pedro Manfredini, Oreste Corbatta - Norberto Menéndez, Ermindo Onega                                                                            |
| 7 września 1958 | Boca Juniors – Atlanta Buenos Aires 2:1 Osvaldo Nardiello, Roberto Bellomo - Osvaldo Güenzatti |
| 7 września 1958 | Argentinos Juniors – San Lorenzo de Almagro 1:3 José A. Carbone (k) - Juan C. Lallana (2), Norberto Boggio mecz rozegrany został na stadionie klubu Vélez Sarsfield                                        |
| 7 września 1958 | CA Tigre – Newell’s Old Boys 0:2 Manuel Barrionuevo (2) mecz przerwany w 70 minucie przy stanie 0:2 – 29 września 1958 podjęto decyzję o zachowaniu wyniku                                                 |
| 7 września 1958 | CA Huracán – Vélez Sarsfield 5:0 Orlando Peloso (2, 1k), Oscar Rossi (2), Julio Marcarian |
| 7 września 1958 | Rosario Central – Club Atlético Lanús 2:1 Miguel A. Juárez, Juan A. Castro - Juan Distéfano |
| 7 września 1958 | Estudiantes La Plata – Independiente 2:1 Antonio Ruggeri, Héctor Antonio - Juan Nawacky |

### Kolejka 12
| Data             | Mecz |
| ---------------- | --- |
| 14 września 1958 | Gimnasia y Esgrima La Plata – Racing Club de Avellaneda 2:2 Eduardo Domínguez, Manuel Murúa - Juan J. Pizzuti, Pedro Manfredini |
| 14 września 1958 | River Plate – Estudiantes La Plata 5:2 Carlos Villagarcía, Ángel Labruna (3), Eliseo Prado - Ricardo Infante, Antonio Ruggeri   |
| 14 września 1958 | Newell’s Old Boys – Argentinos Juniors 2:0 Manuel Barrionuevo, José M. Di Lonardo                                               |
| 14 września 1958 | Club Atlético Lanús – Central Córdoba Rosario 3:3 Carlos Correa (k), Juan Distéfano (2) - Ricardo Ráccaro (2), Antonio Delogú   |
| 14 września 1958 | Independiente – Boca Juniors 2:1 Américo Sesti (2) - Eliseo Mouriño                                                             |
| 14 września 1958 | Vélez Sarsfield – Rosario Central 3:5 Roberto Lezcano, Atilio Sánchez, Juan C. Sánchez - Miguel A. Juárez (4), Alberto Sánchez  |
| 17 września 1958 | San Lorenzo de Almagro – CA Huracán 3:1 José F. Sanfilippo (k), Ángel Cigna, Norberto Boggio - Orlando Peloso (k)               |
| 17 września 1958 | Atlanta Buenos Aires – CA Tigre 2:0 Mario Griguol, José M. Sánchez                                                              |

### Kolejka 13
| Data             | Mecz |
| ---------------- | --- |
| 20 września 1958 | Central Córdoba Rosario – Vélez Sarsfield 5:2 Luis A. Vizzo (2), Antonio Delogú, Eduardo Federico (2) - Roberto Lezcano (2, 1k) |
| 21 września 1958 | Racing Club de Avellaneda – Club Atlético Lanús 4:0 Raúl O. Belén, Pedro Manfredini (2), Oreste Corbatta                        |
| 21 września 1958 | CA Huracán – Newell’s Old Boys 4:0 Horacio Onzari (2), Oscar Rossi, Adolfo Benegas                                              |
| 21 września 1958 | Argentinos Juniors – Atlanta Buenos Aires 1:1 Pedro Callá - José M. Sánchez                                                     |
| 21 września 1958 | Gimnasia y Esgrima La Plata – River Plate 0:0                                                                                   |
| 21 września 1958 | CA Tigre – Independiente 0:0 mecz rozegrany został na stadionie klubu Ferro Carril Oeste                                        |
| 21 września 1958 | Rosario Central – San Lorenzo de Almagro 2:1 Ricardo F. Giménez, Juan A. Castro - José F. Sanfilippo                            |
| 21 września 1958 | Boca Juniors – Estudiantes La Plata 2:1 Osvaldo Nardiello (2) - Luis Cardoso s                                                  |

### Kolejka 14
| Data             | Mecz |
| ---------------- | --- |
| 28 września 1958 | Vélez Sarsfield – Racing Club de Avellaneda 2:2 Roberto Lezcano, Marcelo López Espinosa - Juan J. Pizzuti, Raúl O. Belén |
| 28 września 1958 | San Lorenzo de Almagro – Central Córdoba Rosario 2:0 José F. Sanfilippo (2)                                              |
| 28 września 1958 | Club Atlético Lanús – Gimnasia y Esgrima La Plata 6:0 Benito Cejas (3), Alfredo Rojas (3)                                |
| 28 września 1958 | Atlanta Buenos Aires – CA Huracán 3:1 Héctor Ruggero (2), Norberto De Sanzo - Oscar Rossi (k)                            |
| 28 września 1958 | River Plate – Boca Juniors 2:2 Ermindo Onega, Norberto Menéndez - Osvaldo Nardiello, Javier Ambrois                      |
| 28 września 1958 | Estudiantes La Plata – CA Tigre 6:1 Felipe Bracamonte (3), José Chan s, Ricardo Infante, Héctor Antonio - Omar H. García |
| 28 września 1958 | Independiente – Argentinos Juniors 1:2 Juan Nawacky - José Varacka s, Alberto Perazzo                                    |
| 28 września 1958 | Newell’s Old Boys – Rosario Central 1:1 Jorge B. Griffa - Rubén Galván s                                                 |

### Kolejka 15
| Data                | Mecz |
| ------------------- | --- |
| 4 października 1948 | Central Córdoba Rosario – Newell’s Old Boys 0:2 Manuel Barrionuevo, José Córdoba mecz rozegrany został na stadionie klubu Rosario Central                                    |
| 5 października 1948 | Racing Club de Avellaneda – San Lorenzo de Almagro 3:1 Pedro Manfredini, Juan J. Pizzuti, Oreste Corbatta - Juan C. Lallana                                                  |
| 5 października 1948 | CA Huracán – Independiente 3:1 Horacio Onzari (3) - Juan Nawacky mecz rozegrany został na stadionie klubu San Lorenzo de Almagro                                             |
| 5 października 1948 | River Plate – Club Atlético Lanús 3:2 Ermindo Onega (2), Roberto Zárate - Alfredo Rojas (k), Benito Cejas                                                                    |
| 5 października 1948 | Gimnasia y Esgrima La Plata – Vélez Sarsfield 0:5 Juan C. Sánchez (2), Marcelo López Espinosa (2), Roberto Lezcano                                                           |
| 5 października 1948 | CA Tigre – Boca Juniors 2:3 Ricardo Druziuk, Horacio Di Loreto - Javier Ambrois, Herminio González, Víctor Labriola mecz rozegrany został na stadionie klubu Vélez Sarsfield |
| 5 października 1948 | Argentinos Juniors – Estudiantes La Plata 1:1 Alberto Perazzo - Ricardo Infante                                                                                              |
| 5 października 1948 | Rosario Central – Atlanta Buenos Aires 0:0 |

### Kolejka 16
| Data                 | Mecz |
| -------------------- | --- |
| 11 października 1958 | Central Córdoba Rosario – Atlanta Buenos Aires 2:0 Alberto Cambiasso (k), Luis A. Vizzo                                                            |
| 12 października 1958 | Racing Club de Avellaneda – Newell’s Old Boys 4:1 Juan J. Pizzuti (3), Pedro Manfredini - José Yudica                                              |
| 12 października 1958 | CA Huracán – Estudiantes La Plata 0:1 Ricardo Infante mecz rozegrany został na stadionie klubu San Lorenzo de Almagro                              |
| 12 października 1958 | Argentinos Juniors – Boca Juniors 1:0 Pedro Callá mecz rozegrany został na stadionie klubu Vélez Sarsfield                                         |
| 12 października 1958 | Rosario Central – Independiente 1:1 José M. Minni - Rafael Santos                                                                                  |
| 12 października 1958 | Club Atlético Lanús – Vélez Sarsfield 0:2 Ludovico Avio, Ernesto Sansone                                                                           |
| 12 października 1958 | Gimnasia y Esgrima La Plata – San Lorenzo de Almagro 2:3 Diego Bayo, Miguel A. Baiocco - Norberto Boggio, Antonio Villamor, José F. Sanfilippo (k) |
| 12 października 1958 | River Plate – CA Tigre 5:2 Norberto Menéndez (2), Ermingo Onega (2), Héctor Scandoli - Ricardo Druziuk, Nicolás Gómez                              |

### Kolejka 17
| Data                 | Mecz |
| -------------------- | --- |
| 18 października 1958 | Estudiantes La Plata – Rosario Central 2:1 Héctor Antonio, Antonio Ruggeri - Osvaldo Colla                                                                                                  |
| 19 października 1958 | Atlanta Buenos Aires – Racing Club de Avellaneda 1:1 Salvador Calvanese - Oreste Corbatta                                                                                                   |
| 19 października 1958 | Newell’s Old Boys – Gimnasia y Esgrima La Plata 1:0 José Córdoba |
| 19 października 1958 | Vélez Sarsfield – River Plate 1:0 Juan C. Sánchez |
| 19 października 1958 | Boca Juniors – CA Huracán 2:2 Javier Ambrois, Juan J. Rodríguez - Fermín Flamini, Héctor O. García s mecz rozegrany został na stadionie klubu San Lorenzo de Almagro                        |
| 19 października 1958 | San Lorenzo de Almagro – Club Atlético Lanús 3:3 Ángel Cigna, Antonio Villamor, José R. Herrera - Ángel Rambert (3)                                                                         |
| 19 października 1958 | Independiente – Central Córdoba Rosario 3:0 Rafael Santos, Osvaldo Cruz (k), Ricardo Bonelli                                                                                                |
| 19 października 1958 | CA Tigre – Argentinos Juniors 3:5 Omar H. García, Ricardo Druziuk (2) - Héctor Pedutto, José A. Carbone, Pedro Callá (2), Martín Pando mecz rozegrany został na stadionie klubu CA Platense |

### Kolejka 18
| Data                 | Mecz |
| -------------------- | --- |
| 22 października 1958 | Racing Club de Avellaneda – Independiente 4:1 Oreste Corbatta (k), Pedro Manfredini (2), Juan J. Pizzuti - Osvaldo Cruz                                                                  |
| 22 października 1958 | Vélez Sarsfield – San Lorenzo de Almagro 0:2 Héctor Facundo, José Herrera |
| 22 października 1958 | CA Huracán – CA Tigre 1:0 Norberto Méndez |
| 22 października 1958 | Gimnasia y Esgrima La Plata – Atlanta Buenos Aires 1:1 Ángel Berni - José M. Sánchez |
| 22 października 1958 | Club Atlético Lanús – Newell’s Old Boys 2:0 Ángel Rambert, Benito Cejas |
| 22 października 1958 | Central Córdoba Rosario – Estudiantes La Plata 6:1 Indalecio López, Eduardo Federico (2), Antonio Delogú (3) - Héctor Antonio mecz rozegrany został na stadionie klubu Newell’s Old Boys |
| 23 października 1958 | River Plate – Argentinos Juniors 3:2 Ángel Labruna, Héctor De Bourgoing, Marcos Zarich - Héctor Pedutto, José A. Carbone mecz rozegrany został na stadionie klubu Ferro Carril Oeste     |
| 23 października 1958 | Rosario Central – Boca Juniors 2:1 Osvaldo Colla (2) - Javier Ambrois mecz rozegrany został na stadionie klubu Newell’s Old Boys                                                         |

### Kolejka 19
| Data                 | Mecz |
| -------------------- | --- |
| 26 października 1958 | Estudiantes La Plata – Racing Club de Avellaneda 1:2 Héctor Antonio (k) - Rubén Sosa (2)                                                                        |
| 26 października 1958 | Argentinos Juniors – CA Huracán 3:0 Martín Pando (2), Héctor Pedutto                                                                                            |
| 26 października 1958 | San Lorenzo de Almagro – River Plate 3:1 Alfredo Pérez s, José F. Sanfilippo, Juan C. Lallana - Héctor De Bourgoing                                             |
| 26 października 1958 | CA Tigre – Rosario Central 4:2 Roberto Druziuk (2), Nicolás Gómez (2) - Néstor Cardoso, Miguel La Rosa (k) mecz rozegrany został na stadionie klubu CA Platense |
| 26 października 1958 | Newell’s Old Boys – Vélez Sarsfield 1:1 Luis Pereyra - Ludovico Avio                                                                                            |
| 26 października 1958 | Boca Juniors – Central Córdoba Rosario 2:0 Javier Ambrois, Juan C. Rodríguez                                                                                    |
| 26 października 1958 | Independiente – Gimnasia y Esgrima La Plata 2:2 Walter Jiménez (2) - Eduardo Domínguez (2)                                                                      |
| 26 października 1958 | Atlanta Buenos Aires – Club Atlético Lanús 1:0 Rodolfo Betinotti (k)                                                                                            |

### Kolejka 20
| Data             | Mecz |
| ---------------- | --- |
| 1 listopada 1958 | Gimnasia y Esgrima La Plata – Estudiantes La Plata 1:2 Eduardo Domínguez - Ricardo Infante, Rubén Koroch                                                                |
| 1 listopada 1958 | Rosario Central – Argentinos Juniors 3:1 Alberto Sánchez, Miguel A. Juárez, Néstor Cardoso - Pedro Callá (k) mecz rozegrany został na stadionie klubu Newell’s Old Boys |
| 2 listopada 1958 | Racing Club de Avellaneda – Boca Juniors 1:2 Juan J. Pizzuti - Pedro Mansilla, Javier Ambrois mecz rozegrany został na stadionie klubu Ferro Carril Oeste               |
| 2 listopada 1958 | San Lorenzo de Almagro – Newell’s Old Boys 2:2 Antonio Villamor, José F. Sanfilippo - José Yudica, Roberto Puppo                                                        |
| 2 listopada 1958 | Vélez Sarsfield – Atlanta Buenos Aires 3:1 Norberto Conde (3) - Osvaldo Zubeldía                                                                                        |
| 2 listopada 1958 | Club Atlético Lanús – Independiente 3:3 Alfredo Rojas (k), Ángel Rambert (2) - Manuel Blanco (2), Ricardo Bonelli                                                       |
| 2 listopada 1958 | Central Córdoba Rosario – CA Tigre 2:0 Eduardo Federico, Raúl Bertral mecz rozegrany został na stadionie klubu Newell’s Old Boys                                        |
| 2 listopada 1958 | River Plate – CA Huracán walkower dla klubu Huracán |

### Kolejka 21
| Data             | Mecz |
| ---------------- | --- |
| 7 listopada 1958 | CA Huracán – Rosario Central 0:1 Miguel A. Juárez                                                                                         |
| 8 listopada 1958 | Newell’s Old Boys – River Plate 1:2 Federico Vairo s - Héctor De Bourgoing, Juan E. Urriolabeitía                                         |
| 9 listopada 1958 | CA Tigre – Racing Club de Avellaneda 0:4 Juan J. Pizzuti (2), Urbano Reynoso, Pedro Manfredini                                            |
| 9 listopada 1958 | Atlanta Buenos Aires – San Lorenzo de Almagro 2:0 José M. Sánchez, Osvaldo Güenzatti                                                      |
| 9 listopada 1958 | Boca Juniors – Gimnasia y Esgrima La Plata 4:2 Juan C. Rodríguez (2), Pedro Mansilla, Javier Ambrois (k) - Ángel Berni, Eduardo Domínguez |
| 9 listopada 1958 | Argentinos Juniors – Central Córdoba Rosario 2:3 José A. Carbone, Pedro Callá - Rodolfo Valenti, Raúl Bertral, Francisco Cecchini         |
| 9 listopada 1958 | Estudiantes La Plata – Club Atlético Lanús 2:1 Héctor Antonio, Perfecto Rodríguez - Héctor Navales                                        |
| 9 listopada 1958 | Independiente – Vélez Sarsfield 1:4 Emilio Fernández - Marcelo López Espinosa (3), Roberto Rolando                                        |

### Kolejka 22
| Data              | Mecz |
| ----------------- | --- |
| 11 listopada 1958 | Central Córdoba Rosario – CA Huracán 1:0 Eduardo Federico mecz rozegrany został na stadionie klubu Newell’s Old Boys              |
| 12 listopada 1958 | Racing Club de Avellaneda – Argentinos Juniors 5:2 Raúl O. Belén (2), Juan J. Pizzuti (2), Pedro Manfredini - Pedro Callá (2, 1k) |
| 12 listopada 1958 | Club Atlético Lanús – Boca Juniors 1:5 Alfredo Rojas (k) - Javier Ambrois (2, 1k), Juan C. Rodríguez (2), Osvaldo Nardiello       |
| 12 listopada 1958 | San Lorenzo de Almagro – Independiente 0:1 Manuel Blanco                                                                          |
| 12 listopada 1958 | River Plate – Rosario Central 5:1 Ángel Labruna (3), Ermindo Onega, Roberto Zárate - Hugo Rivero                                  |
| 12 listopada 1958 | Vélez Sarsfield – Estudiantes La Plata 4:1 Marcelo López Espinosa, Roberto Rolando (3) - Héctor Antonio (k)                       |
| 12 listopada 1958 | Gimnasia y Esgrima La Plata – CA Tigre 2:0 Ismael Villegas, Diego Bayo                                                            |
| 12 listopada 1958 | Newell’s Old Boys – Atlanta Buenos Aires 0:0                                                                                      |

### Kolejka 23
| Data              | Mecz |
| ----------------- | --- |
| 15 listopada 1958 | Independiente – Newell’s Old Boys 4:2 José N. Villegas (2), Manuel Blanco (2) - José Yudica, Roberto Puppo                                                                       |
| 16 listopada 1958 | CA Huracán – Racing Club de Avellaneda 2:4 Osvaldo Crosta, Jorge Defilpo - Juan J. Pizzuti (3, 1k), Rubén Sosa                                                                   |
| 16 listopada 1958 | Estudiantes La Plata – San Lorenzo de Almagro 2:1 Héctor Antonio, Antonio Ruggeri - Carlos Bilardo                                                                               |
| 16 listopada 1958 | Argentinos Juniors – Gimnasia y Esgrima La Plata 3:3 Martín Pando, Jorge Martín, José Fantín - Diego Bayo (2, 1k), Eduardo Domínguez                                             |
| 16 listopada 1958 | CA Tigre – Club Atlético Lanús 0:3 Alfredo Rojas (2), Benito Cejas |
| 16 listopada 1958 | Boca Juniors – Vélez Sarsfield 4:1 Osvaldo Nardiello, Juan J. Rodríguez, Pedro Mansilla, ? - Aníbal Mosca                                                                        |
| 16 listopada 1958 | Atlanta Buenos Aires – River Plate 0:1 Héctor De Bourgoing |
| 16 listopada 1958 | Rosario Central – Central Córdoba Rosario 3:2 Rodolfo Rivoiro s, Oscar Mottura (2) - Francisco Cecchini, Raúl Bertral mecz rozegrany został na stadionie klubu Newell’s Old Boys |

### Kolejka 24
| Data              | Mecz |
| ----------------- | --- |
| 19 listopada 1958 | Racing Club de Avellaneda – Rosario Central 2:0 Rubén Sosa, Evaristo Sande                                                                                            |
| 19 listopada 1958 | Club Atlético Lanús – Argentinos Juniors 2:2 Alfredo Rojas, Dalmiro Polero - Héctor Pedutto (2)                                                                       |
| 19 listopada 1958 | Gimnasia y Esgrima La Plata – CA Huracán 2:1 Hugo Carro, Diego Bayo (k) - Jorge Defilpo                                                                               |
| 19 listopada 1958 | Newell’s Old Boys – Estudiantes La Plata 1:1 Manuel Barrionuevo - Antonio Ruggeri                                                                                     |
| 19 listopada 1958 | Vélez Sarsfield – CA Tigre 1:0 Roberto Lezcano |
| 19 listopada 1958 | River Plate – Central Córdoba Rosario 5:2 Ermindo Onega (3), Juan A. Vairo, Héctor De Bourgoing - Dante Álvarez (k), Indalecio López                                  |
| 19 listopada 1958 | Atlanta Buenos Aires – Independiente 2:1 Salvador Calvanese, Alberto De Zorzi - José N. Villegas                                                                      |
| 20 listopada 1958 | San Lorenzo de Almagro – Boca Juniors 3:1 Juan C. Lallana, Héctor Facundo, José F. Sanfilippo - Juan J. Rodríguez mecz rozegrany został na stadionie klubu CA Huracán |

### Kolejka 25
| Data              | Mecz |
| ----------------- | --- |
| 22 listopada 1958 | Rosario Central – Gimnasia y Esgrima La Plata 2:2 Oscar Mottura, Hugo Rivero - José Maravilla, Manuel Murúa                                                               |
| 23 listopada 1958 | Central Córdoba Rosario – Racing Club de Avellaneda 1:0 Raúl Bertral mecz rozegrany został na stadionie klubu Newell’s Old Boys                                           |
| 23 listopada 1958 | CA Tigre – San Lorenzo de Almagro 4:1 Nicolás Gómez, Julio Porcel de Peralta (3, 1k) - José F. Sanfilippo (k)                                                             |
| 23 listopada 1958 | Argentinos Juniors – Vélez Sarsfield 4:5 Héctor Pedutto, Pedro Callá (2, 1k), Héctor Otero - Marcelo López Espinosa (2), Ángel Allegri, Ludovico Avio (k), Ricardo Bosich |
| 23 listopada 1958 | CA Huracán – Club Atlético Lanús 3:0 Osvaldo Crosta, Norberto Méndez, Héctor Aramendi mecz rozegrany został na stadionie klubu Ferro Carril Oeste                         |
| 23 listopada 1958 | Independiente – River Plate 1:1 José N. Villegas - Ermindo Onega |
| 23 listopada 1958 | Estudiantes La Plata – Atlanta Buenos Aires 0:0 |
| 23 listopada 1958 | Boca Juniors – Newell’s Old Boys 4:2 Osvaldo Nardiello (2), Aldo Mastrogiuseppe s, Javier Ambrois - José Yudica, Manuel Barrionuevo                                       |

### Kolejka 26
| Data              | Mecz |
| ----------------- | --- |
| 29 listopada 1958 | Gimnasia y Esgrima La Plata – Central Córdoba Rosario 2:2 Hugo Carro, Diego Bayo (k) - Dante Álvarez (k), Raúl Bertral |
| 29 listopada 1958 | Independiente – Estudiantes La Plata 2:1 José N. Villegas (2) - Héctor Antonio (k) |
| 30 listopada 1958 | San Lorenzo de Almagro – Argentinos Juniors 6:3 José F. Sanfilippo (2), Miguel A. Ruiz (2), Norberto Boggio, José R. Herrera - José A. Carbone, Pedro Callá (2, 1k) mecz rozegrany został na stadionie klubu Ferro Carril Oeste |
| 30 listopada 1958 | Club Atlético Lanús – Rosario Central 2:1 Dalmiro Polero, Ángel Rambert - Oscar Mottura |
| 30 listopada 1958 | Newell’s Old Boys – CA Tigre 1:1 José Urquiza - Julio Porcel de Peralta |
| 3 grudnia 1958    | River Plate – Racing Club de Avellaneda 2:0 Roberto Zárate (k), Ermindo Onega |
| 3 grudnia 1958    | Atlanta Buenos Aires – Boca Juniors 3:3 Alberto De Zorzi, Federico Edwards s, Carlos Griguol - Osvaldo Nardiello, Pedro Mansilla (2)                                                                                            |
| 3 grudnia 1958    | Vélez Sarsfield – CA Huracán 1:0 Roberto Lezcano |

### Kolejka 27
| Data           | Mecz |
| -------------- | --- |
| 5 grudnia 1958 | Central Córdoba Rosario – Club Atlético Lanús 7:3 Eduardo Federico (4), Indalecio López (2), Raúl Bertral - Alfredo Rojas (3, 1k) mecz rozegrany został na stadionie klubu Newell’s Old Boys |
| 6 grudnia 1958 | Estudiantes La Plata – River Plate 3:3 Héctor Antonio, Ricardo Infante, Antonio Ruggeri - Ermindo Onega, Norberto Menéndez, Julio Nuin                                                       |
| 6 grudnia 1958 | Rosario Central – Vélez Sarsfield 3:1 José M. Minni, Miguel La Rosa (k), Miguel A. Juárez - Ludovico Avio                                                                                    |
| 7 grudnia 1958 | Racing Club de Avellaneda – Gimnasia y Esgrima La Plata 4:1 Pedro Manfredini (3), Juan J. Pizzuti - Manuel Murúa                                                                             |
| 7 grudnia 1958 | CA Tigre – Atlanta Buenos Aires 1:3 Mario Pujol - Salvador Calvanese, Osvaldo Güenzatti, José M. Sánchez                                                                                     |
| 7 grudnia 1958 | Boca Juniors – Independiente 3:3 Juan J. Rodríguez, Javier Ambrois, Osvaldo Nardiello - Ramón Abeledo (2), José N. Villegas                                                                  |
| 7 grudnia 1958 | CA Huracán – San Lorenzo de Almagro 2:4 Oscar Rossi, Norberto Méndez - José F. Sanfilippo (2), José R. Herrera, Miguel A. Ruiz mecz rozegrany został na stadionie klubu Ferro Carril Oeste   |
| 7 grudnia 1958 | Argentinos Juniors – Newell’s Old Boys 2:1 Martín Pando, José A. Carbone - José Córdoba |

### Kolejka 28
| Data            | Mecz |
| --------------- | --- |
| 12 grudnia 1958 | Independiente – CA Tigre 6:0 Ramón Abeledo (3), Norbero Raffo, Walter Jiménez, José N. Villegas |
| 13 grudnia 1958 | Newell’s Old Boys – CA Huracán 1:2 Jacinto Merayo - Feliciano Grande, Julio Marcarian |
| 14 grudnia 1958 | Club Atlético Lanús – Racing Club de Avellaneda 3:3 (3:1) Widzowie: 17 000. Sędzia: Robert Turner. Bramki: 1:0 Alfredo Hugo Rojas, 1:1 Pedro Waldemar Manfredini 28, 2:1 Alfredo Hugo Rojas 32, 3:1 Alfredo Hugo Rojas 36, 3:2 Vladislao Wencelao Cap 63, 3:3 Pedro Waldemar Manfredini 78 Club Atlético Lanús: Rubén Celadilla – Carlos Correa, Rubén Hugo Bertulessi, José Díaz, Héctor Juan Guidi, José Nazionale; Dalmiro Ricardo Polero, Iseo Fausto Rosello, Benito Cejas, Alfredo Hugo Rojas, Ángel Rambert. Racing Club de Avellaneda: Osvaldo Jorge Negri – Norberto Anido, Juan Carlos Murúa, Héctor Marcelo Bono, Vladislao Wencelao Cap, Julio Gianella, Oreste Omar Corbatta, Juan José Pizzuti, Pedro Waldemar Manfredini, Urbano Reynoso, Raúl Oscar Belén. |
| 14 grudnia 1958 | Estudiantes La Plata – Boca Juniors 2:5 Rubén Koroch, Ricardo Infante - Osvaldo Nardiello (3), Pedro Mansilla, Juan C. Rodríguez |
| 14 grudnia 1958 | River Plate – Gimnasia y Esgrima La Plata 1:0 Julio Nuin |
| 14 grudnia 1958 | Atlanta Buenos Aires – Argentinos Juniors 1:1 Osvaldo Zubeldía - Martín Pando |
| 14 grudnia 1958 | San Lorenzo de Almagro – Rosario Central 2:3 José F. Sanfilippo (2, 1k) - Oscar Mottura (3) mecz rozegrany został na stadionie klubu Ferro Carril Oeste |
| 14 grudnia 1958 | Vélez Sarsfield – Central Córdoba Rosario 3:1 Norberto Conde (2), Ángel Allegri - Indalecio López |

### Kolejka 29
| Data            | Mecz |
| --------------- | --- |
| 20 grudnia 1958 | Argentinos Juniors – Independiente 1:3 Pedro Callá - Ramón Abeledo, José N. Villegas, José Varacka                                                               |
| 20 grudnia 1958 | Boca Juniors – River Plate 2:2 Pedro Mansilla, Juan J. Rodríguez - Julio Nuin, Norberto Menéndez mecz rozegrany został na stadionie klubu CA Huracán             |
| 20 grudnia 1958 | Rosario Central – Newell’s Old Boys 1:0 Juan A. Castro |
| 21 grudnia 1958 | Racing Club de Avellaneda – Vélez Sarsfield 2:2 Raúl O. Belén (2) - Marcelo López Espinosa, Ángel Allegri mecz rozegrany został na stadionie klubu Independiente |
| 21 grudnia 1958 | CA Tigre – Estudiantes La Plata 2:1 Humberto Franchi, Julio Porcel de Peralta - Rubén Koroch                                                                     |
| 21 grudnia 1958 | CA Huracán – Atlanta Buenos Aires 2:1 Julio Marcarian, Osvaldo Crosta - Osvaldo Zubeldía                                                                         |
| 21 grudnia 1958 | Gimnasia y Esgrima La Plata – Club Atlético Lanús 4:1 Diego Bayo (2), Manuel Murúa, Hugo Carro - Benito Cejas                                                    |
| 21 grudnia 1958 | Central Córdoba Rosario – San Lorenzo de Almagro 1:2 Raúl Bertral - José F. Sanfilippo (2, 1k) mecz rozegrany został na stadionie klubu Newell’s Old Boys        |

### Kolejka 30
| Data            | Mecz |
| --------------- | --- |
| 26 grudnia 1958 | Newell’s Old Boys – Central Córdoba Rosario 1:3 Rubén Merighi - Raúl Bertral, Luis A. Vizzo, Indalecio López                                                       |
| 27 grudnia 1958 | Estudiantes La Plata – Argentinos Juniors 5:4 Héctor Antonio (2), Antonio Ruggeri (2), Rubén Koroch - Héctor Pedutto, Martín Pando, Mario Sciarra (2)              |
| 27 grudnia 1958 | San Lorenzo de Almagro – Racing Club de Avellaneda 2:0 Norberto Boggio (2) mecz przerwany w 68 minucie – 12 stycznia 1959 roku podjęto decyzję o utrzymaniu wyniku |
| 27 grudnia 1958 | Independiente – CA Huracán 5:1 Walter Jiménez, Ramón Abeledo (2), Norberto Raffo, José N. Villegas - Miguel A. Vidal (k)                                           |
| 27 grudnia 1958 | CA Vélez Sarsfield – Gimnasia y Esgrima La Plata 2:1 ?, ? - ? mecz rozegrany został na stadionie klubu Platense                                                    |
| 28 grudnia 1958 | Atlanta Buenos Aires – Rosario Central 2:1 Mario Griguol, Osvaldo Zubeldía - Oscar Mottura                                                                         |
| 28 grudnia 1958 | Club Atlético Lanús – River Plate 1:1 Benito Cejas - Héctor De Bourgoing                                                                                           |
| 28 grudnia 1958 | Boca Juniors – CA Tigre 5:1 Pedro Mansilla (3), Osvaldo Nardiello (2, 1k) - Julio Porcel de Peralta mecz rozegrany został na stadionie klubu CA Huracán            |

### Końcowa tabela sezonu 1958
| Poz | Klub                        | Mecze | Zw | Rem | Por | Pkt | BrZd | BrStr |
| --- | --------------------------- | ----- | -- | --- | --- | --- | ---- | ----- |
| 1   | Racing Club de Avellaneda   | 30    | 16 | 9   | 5   | 41  | 69   | 38    |
| 2   | Boca Juniors                | 30    | 14 | 10  | 6   | 38  | 70   | 48    |
| 3   | San Lorenzo de Almagro      | 30    | 16 | 6   | 8   | 38  | 66   | 47    |
| 4   | Atlanta Buenos Aires        | 30    | 14 | 8   | 8   | 36  | 47   | 33    |
| 5   | Rosario Central             | 30    | 13 | 9   | 8   | 35  | 50   | 43    |
| 6   | River Plate                 | 30    | 14 | 9   | 7   | 35* | 62   | 45    |
| 7   | CA Vélez Sarsfield          | 30    | 13 | 8   | 9   | 34  | 50   | 47    |
| 8   | Independiente               | 30    | 11 | 11  | 8   | 33  | 58   | 47    |
| 9   | Estudiantes La Plata        | 30    | 13 | 5   | 12  | 31  | 60   | 56    |
| 10  | Central Córdoba Rosario     | 30    | 12 | 3   | 15  | 27  | 57   | 65    |
| 11  | CA Huracán                  | 30    | 12 | 3   | 15  | 27  | 46   | 51    |
| 12  | Club Atlético Lanús         | 30    | 8  | 9   | 13  | 25  | 58   | 70    |
| 13  | Argentinos Juniors          | 30    | 8  | 9   | 13  | 25  | 58   | 68    |
| 14  | Gimnasia y Esgrima La Plata | 30    | 7  | 10  | 13  | 24  | 55   | 68    |
| 15  | Newell’s Old Boys           | 30    | 4  | 9   | 17  | 17  | 29   | 56    |
| 16  | CA Tigre                    | 30    | 4  | 4   | 22  | 12  | 29   | 82    |

- River Plate – odjęto 2 punkty

| Data             | Mecze barażowe o drugie miejsce |
| ---------------- | --- |
| 23 kwietnia 1959 | Boca Juniors – San Lorenzo de Almagro 3:4 Osvaldo Nardiello, Javier Ambrois, Juan C. Rodríguez - Omar H. García, José F. Sanfilippo, Juan C. Lallana, Norberto Boggio |
| 26 kwietnia 1959 | San Lorenzo de Almagro – Boca Juniors 1:3 Miguel A. Ruiz k - Osvaldo Nardiello (2, 1k), Juan J. Rodríguez                                                             |

### Tablica spadkowa na koniec sezonu 1958
Tabela spadkowa zadecydowała o tym, które kluby spadną do drugiej ligi. O kolejności decydowała średnia liczba punktów zdobyta w pierwszej lidze w ostatnich trzech sezonach w przeliczeniu na jeden rozegrany sezon.
| Poz | Klub                        | 1956 | 1957 | 1958 | Średnia |
| --- | --------------------------- | ---- | ---- | ---- | ------- |
| 1   | River Plate                 | 43   | 46   | 35   | 41.33   |
| 2   | Racing Club de Avellaneda   | 39   | 36   | 41   | 38.67   |
| 3   | Boca Juniors                | 40   | 34   | 38   | 37.33   |
| 4   | San Lorenzo de Almagro      | 29   | 38   | 38   | 35.00   |
| 5   | CA Vélez Sarsfield          | 37   | 34   | 34   | 35.00   |
| 6   | Independiente               | 30   | 31   | 33   | 31.33   |
| 7   | Rosario Central             | 30   | 27   | 35   | 30.67   |
| 8   | Atlanta Buenos Aires        | 0    | 24   | 36   | 30.00   |
| 9   | Club Atlético Lanús         | 41   | 22   | 25   | 29.33   |
| 10  | Estudiantes La Plata        | 23   | 33   | 31   | 29.00   |
| 11  | CA Huracán                  | 23   | 33   | 27   | 27.67   |
| 12  | Central Córdoba Rosario     | 0    | 0    | 27   | 27.00   |
| 13  | Argentinos Juniors          | 22   | 28   | 25   | 25.00   |
| 14  | Newell’s Old Boys           | 26   | 31   | 17   | 24.67   |
| 15  | Gimnasia y Esgrima La Plata | 26   | 23   | 24   | 24.33   |
| 16  | CA Tigre                    | 22   | 23   | 12   | 19.00   |

### Klasyfikacja strzelców bramek 1958
| Gole | Piłkarz                   | Klub                      |
| ---- | ------------------------- | ------------------------- |
| 28   | José Francisco Sanfilippo | San Lorenzo de Almagro    |
| 22   | Alfredo Hugo Rojas        | Club Atlético Lanús       |
| 20   | Pedro Eugenio Callá       | Argentinos Juniors        |
| 19   | Héctor Edelmiro Antonio   | Estudiantes La Plata      |
| 19   | Pedro Waldemar Manfredini | Racing Club de Avellaneda |
| 18   | Juan José Pizzuti         | Racing Club de Avellaneda |
| 18   | Osvaldo Ángel Nardiello   | Boca Juniors              |